# Annie Besant
Annie Wood Besant (Londres, 1 de octubre de 1847 - Adyar, distrito de Chingleput, presidencia de Madrás, India Británica (hoy Chennai, Tamil Nadu, India), 20 de septiembre de 1933) fue una escritora, activista por los derechos de la mujer, oradora, pedagoga, teósofa y filántropa británica. Ha sido considerada una gran defensora de las libertades humanas y una ferviente partidaria del autogobierno irlandés e indio. También fue una prolífica escritora, con más de trescientos libros y folletos en su haber. Entre sus contribuciones cuentan las de ser una de las fundadoras de la Universidad Hindú de Benarés. Durante quince años fue una defensora pública en Inglaterra del ateísmo y el materialismo científico. El objetivo era crear empleo, mejores condiciones de vida y una educación adecuada para los pobres.
Pasó a ser una eminente oradora de la Sociedad Nacional Secular, así como escritora y amiga cercana de Charles Bradlaugh. En 1877 ambos fueron procesados por publicar un libro del activista del control de la natalidad Charles Knowlton. El escándalo los hizo famosos y, posteriormente, Bradlaugh fue elegido Miembro del Parlamento por Northampton en 1880.
A partir de entonces, Besant se involucró en acciones sindicales, como la manifestación del Domingo Sangriento y la huelga de las cerilleras londinenses de 1888. Annie fue una de las principales oradoras tanto de la Sociedad Fabiana como de la Federación Socialdemócrata Marxista. También fue elegida miembro de la Junta Escolar de Londres para Tower Hamlets, encabezando dicha encuesta, a pesar de que eran pocas las mujeres que estaban cualificadas para votar en aquel momento.[cita requerida]
En 1890 Besant conoció a Helena Blavatsky y durante los años siguientes creció su interés por la teosofía, mientras que su fijación por los asuntos seculares menguó. Pasó a formar parte de la Sociedad Teosófica y destacó por ser una prominente ponente en la materia. Como parte de su trabajo relacionado con la teosofía tuvo que viajar mucho a la India. En 1898 ayudó a crear la Universidad Hindú de Benarés, y en 1922 contribuyó a establecer la Junta Colegial Nacional de Hyderabad (Sind) en Bombay (actual Munbai) en la India. En 1902 creó la primera Logia en el extranjero de la Orden Internacional de Co-Masonería, Le Droit Humain. Durante los años siguientes creó logias en muchas partes del Imperio Británico. En 1907 ocupó la presidencia de la Sociedad Teosófica, cuya sede internacional estaba, por entonces, ubicada en Adyar (Chennai).
Besant también estuvo involucrada en la política de la India y se unió al Congreso Nacional Indio. Cuando en 1914 estalló la Primera Guerra Mundial, Annie contribuyó a promocionar el Movimiento por el Autogobierno para hacer campaña por la democracia en la India y el estatus de dominio dentro del seno del Imperio Británico. Esto llevó a su elección como presidenta del Congreso Nacional Indio a finales de 1917. Durante finales de 1920 Besant viajó a Estados Unidos con su protegido e hijo adoptivo Jiddu Krishnamurti. Después de la guerra continuó haciendo campaña por la independencia de la India y por las causas de la teosofía, hasta su fallecimiento en 1933.

## Infancia

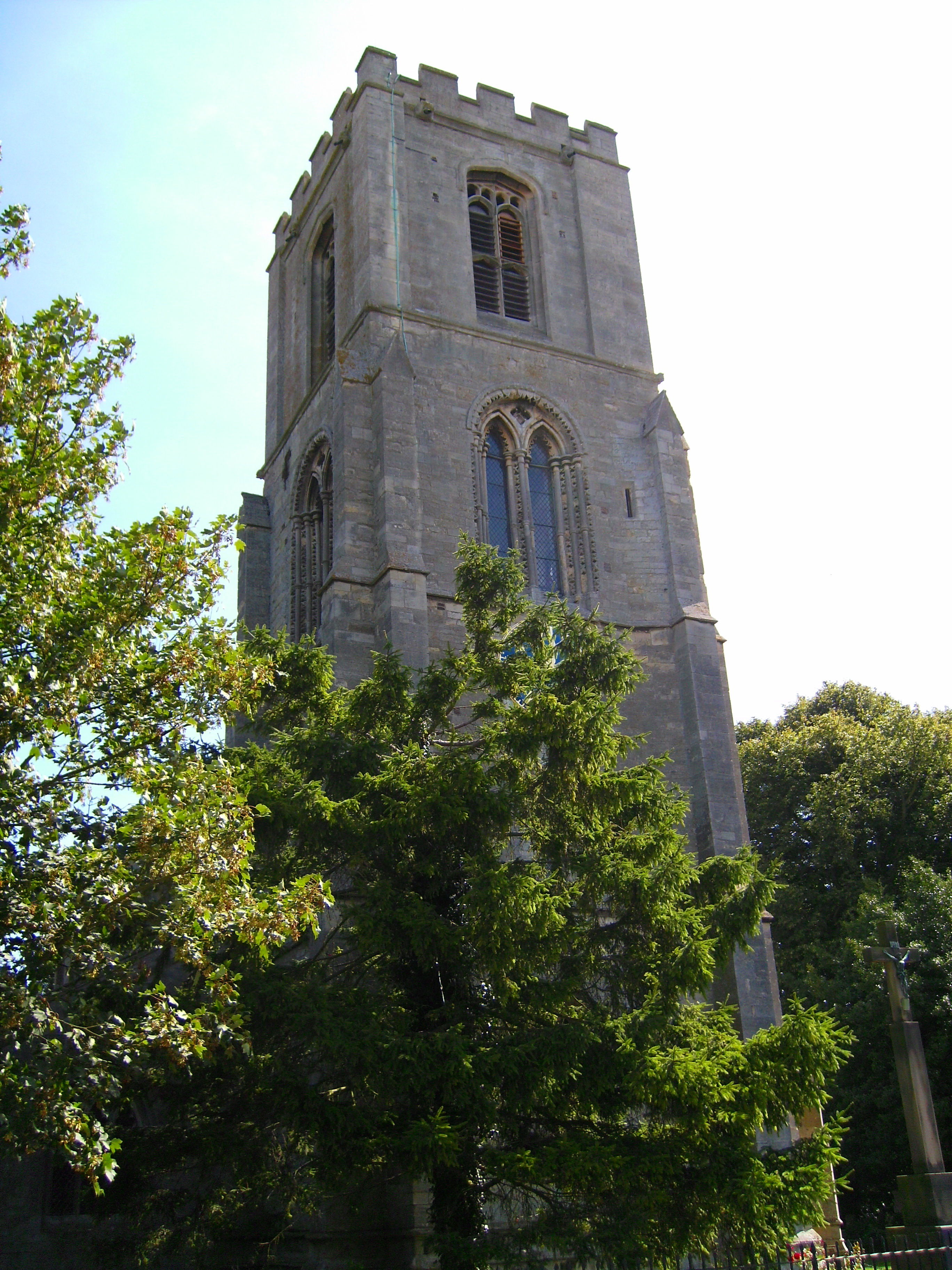
Iglesia de San Margaret, en Sibsey, donde Frank Besant fue vicario de 1871 a 1917.

Annie Wood nació el 1 de octubre de 1847 en Londres, en el seno de una familia de clase media alta. Era hija de William Burton Persse Wood (1816–1852) y Emily Roche Morris (fallecida en 1874). Los Wood eran originarios de Devon y su tío abuelo fue el político Whig y Primer Baronet Sir Matthew Wood, de quien se derivan los baronets de Page Wood. Su padre era un inglés que vivía en Dublín y obtuvo una licenciatura en medicina en la Trinity College de Dublín. Su madre era una católica irlandesa, proveniente de una familia de medios más humildes. Besant siguió honrando la memoria de su ascendencia irlandesa y apoyó la causa del autogobierno irlandés a lo largo de su vida adulta. El padre de Annie murió cuando ella tenía cinco años, dejando a la familia casi sin dinero. Su madre mantuvo a la familia como gerente en un internado para niños en la Escuela Harrow. Sin embargo no pudo mantener a Annie y convenció a su amiga Ellen Marryat para que la cuidara. Marryat se aseguró de que Annie tuviera una buena educación y la encaminó para que tuviera un fuerte sentido del deber hacia la sociedad en su conjunto y un cariz cargado de esfuerzo y valor, sirviendo como modelo para el arquetipo femenino, haciendo ver lo que las mujeres independientes podían llegar a lograr. Cuando era joven viajó mucho por Europa. Annie era anglicana, aunque más adelante abandonaría dicha fe.
En 1867, a los veinte años, se casó con el clérigo Frank Besant (1840-1917), de 26 años, hermano menor de Walter Besant. Era un anglicano evangélico que parecía compartir muchas de sus preocupaciones. En vísperas de su matrimonio se volvió más politizada debido a una visita que hizo a unos amigos en Mánchester, que la puso en contacto tanto con los radicales ingleses como con los Mártires de Mánchester de la Hermandad Feniana de la Republicana Irlandesa, así como con las bajas condiciones de vida que acuciaban a los pobres que vivían en zonas urbanas.

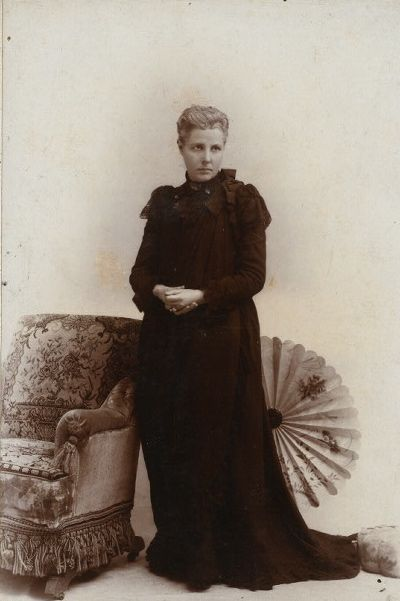
Annie Besant.

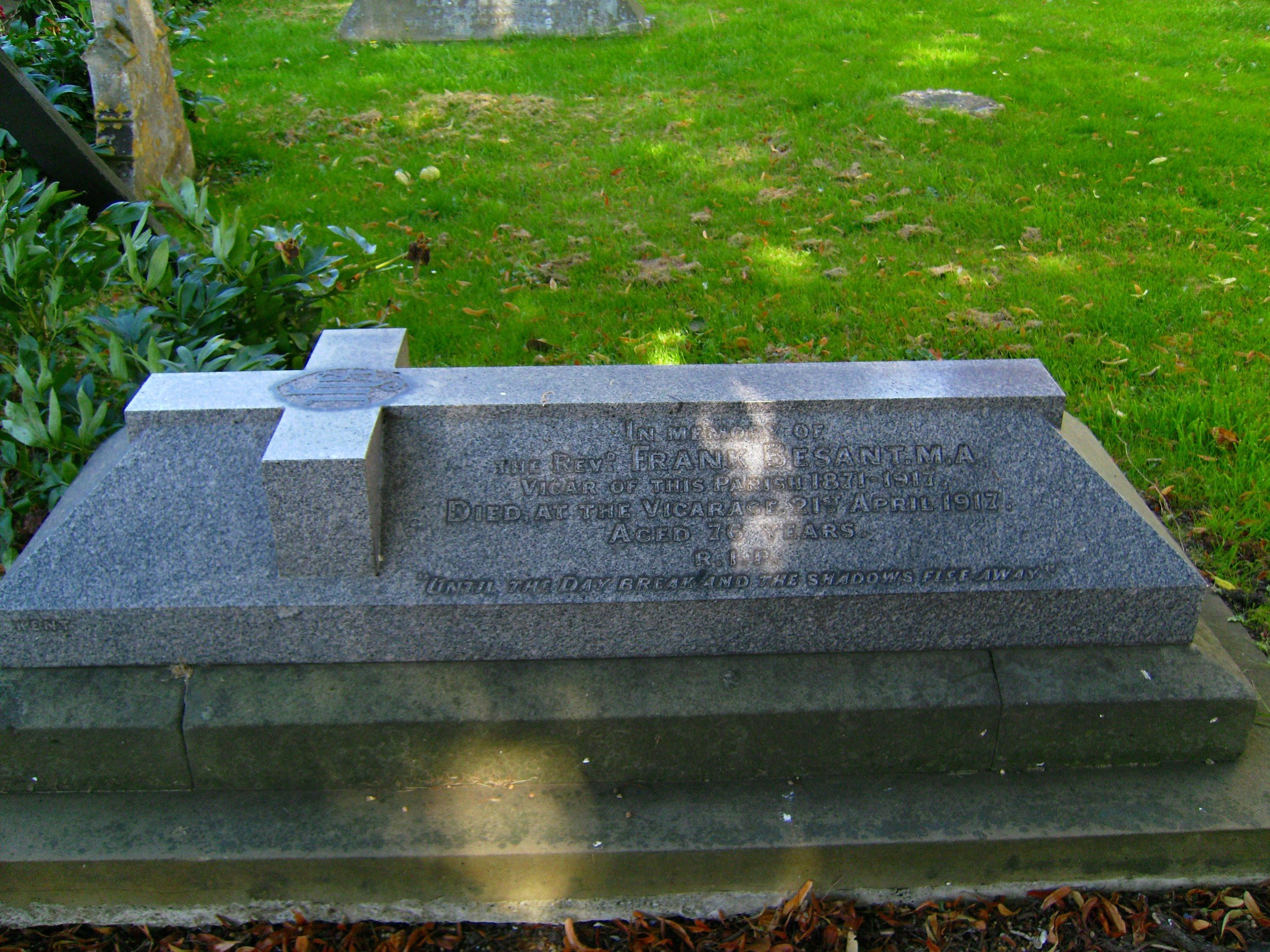
Tumba de Frank Besant en Sibsey, localidad en donde trabajó como vicario hasta su fallecimiento.

Con el paso del tiempo Frank Besant pasó a ser vicario de Sibsey, en Lincolnshire. Annie se mudó a Sibsey con su marido y en pocos años tuvieron dos hijos, Arthur y Mabel. Sin embargo, el matrimonio fue un desastre. Como escribió Annie en su Autobiografía: "éramos una pareja mal emparejada". El primer conflicto se produjo por cuestiones económicas y debido a una mayor necesidad de libertad por parte de Annie. Annie escribió cuentos, libros para niños, así como diversos artículos. Como las mujeres casadas no tenían el derecho legal de poseer propiedades, Frank pudo cobrar todo el dinero que ella ganaba. La política dividió aún más a la pareja. Annie comenzó a apoyar a los trabajadores agrícolas que luchaban por sindicalizarse y obtener mejores condiciones laborales. Por otro lado, Frank, era conservador y se puso del lado de los terratenientes y granjeros. La tensión llegó a un punto crítico cuando Annie se negó a asistir a la Comunión. En 1873 se separó de Frank y regresó a Londres. Se separaron legalmente y Annie se llevó a su hija con ella.
Por aquel entonces Besant empezó a cuestionar su propia fe. Pidió consejos a los principales eclesiásticos y fue a ver a Edward Bouverie Pusey, uno de los líderes del Movimiento de Oxford, y que formaba parte de la Iglesia de Inglaterra. Cuando Annie le pidió que le recomendara libros que respondieran a sus preguntas, Edward le dijo que Annie ya había leído demasiado. Más adelante Besant volvió nuevamente con Frank para hacer un último esfuerzo fallido con el fin de reconstruir el matrimonio y al final regresó a Londres.

## Birkbeck
A finales de 1880 Besant estudió en la Institución Literaria y Científica de Birkbeck, donde sus actividades religiosas y políticas generaron alarma. En un momento dado los directores de la Institución trataron de retener las publicaciones que Annie plasmaba en los resultados de sus exámenes.

## Reformadora y laica

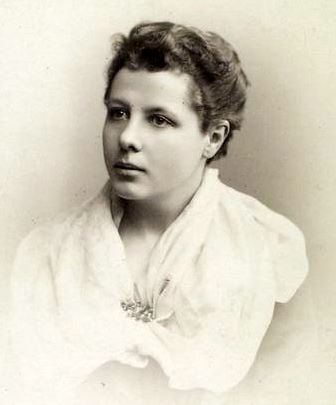
Annie Besant

Annie luchó por las causas que creía correctas, empezando por la libertad de pensamiento, los derechos de la mujer, el secularismo, el control de la natalidad, el socialismo Fabiano y los derechos de los trabajadores. Fue miembro destacado de la Sociedad Secular Nacional, junto con Charles Bradlaugh y la Sociedad Ética de South Place.
Para Frank, el divorcio era algo inconcebible, y en aquella época no estaba al alcance de la gente de clase media. Por lo que Annie siguió siendo su mujer durante el resto de su vida. En un principio pudo mantener contacto con sus dos hijos y que Mabel viviera con ella. Hay que decir también que Annie recibió una pequeña prestación o subsidio de su esposo.
Una vez se hubo separado de Frank, Annie se vio expuesta a nuevas corrientes de pensamiento, y comenzó a cuestionar no solo sus antiguas creencias religiosas, sino también todo el pensamiento convencional. Empezó a escribir sus disconformidades ante iglesias y la forma en cómo controlaban la vida de las personas. Particularmente se opuso al estatus de la Iglesia de Inglaterra como una forma de religión patrocinada por el estado.
Obtenía un modesto salario semanal escribiendo en una columna para el National Reformer, el periódico de la Sociedad Nacional Secular. La Sociedad Nacional Secular abogaba por un estado secular y el fin del estatus especial que ejercía el cristianismo. Gracias a la Sociedad Nacional Secular, Annie pudo dar voz a esta asociación como una de sus principales ponentes públicas. Las conferencias públicas eran un entretenimiento muy popular en la época Victoriana. Annie fue una brillante oradora y pronto tuvo una gran acogida. Viajando en ferrocarril, Annie se desplazaba por todo el país, hablando sobre todos los temas más importantes del día; siempre exigiendo mejoras, reformas y libertad.
Durante muchos años Annie fue amiga del director de la Sociedad Nacional Secular, Charles Bradlaugh. Bradlaugh, un ex soldado, había estado separado de su esposa desde hacía mucho tiempo, y Annie vivía con él y sus hijas. Él y Annie trabajaron juntos en muchos proyectos. Bradlaugh era ateo y republicano, y también estaba tratando de ser elegido para ser Miembro del Parlamento por Northampton.
Besant y Bradlaugh pasaron a ser personas algo más conocidas en 1877 cuando publicaron Fruits of Philosophy, un libro escrito por Charles Knowlton, un activista estadounidense partidario del control de la natalidad. Knowlton afirmaba que las familias de clase trabajadora nunca llegarán a ser felices hasta que decidieran cuántos hijos querían tener. También sugirió formas de limitar el tamaño de las familias. El libro de Knowlton fue muy polémico y la Iglesia se opuso enérgicamente. Annie y Bradlaugh escribieron lo siguiente en el National Reformer:

No pretendemos publicar nada que no creamos que podamos defender moralmente. Todo lo que publiquemos lo defenderemos.

La pareja fue arrestada y juzgada por publicar el libro de Knowlton. Fueron declarados culpables, aunque quedaron en libertad en espera de apelación. Aparte de la gran oposición que había vertida sobre ellos, Besant y Bradlaugh recibieron un gran apoyo en la prensa liberal. Los argumentos iban enzarzándose tanto en cartas como en columnas de prensa, así como en la sala del tribunal. Durante el juicio Annie jugó un papel decisivo en la fundación de la Liga Maltusiana, que continuaría abogando por la abolición de las penas en favor de la promoción por la anticoncepción. Por un tiempo se conjeturaba con la posibilidad de que pudieran ser enviados a prisión, aunque al final el caso fue desestimado solo por un punto técnico, ya que los cargos no se habían redactado correctamente.
El escándalo le costó a Besant la custodia de sus hijos. Su marido pudo persuadir al tribunal alegando de que ella no era apta para hacerse de su cuidado, y se los entregaron a él de forma permanente.
El 6 de marzo de 1881 Annie impartió una ponencia durante la inauguración del nuevo Salón Secular de la Sociedad Secular de Leicester, en Humberstone Gate (Leicester). Los otros oradores fueron George Jacob Holyoake, Harriet Law y Charles Bradlaugh.
Las perspectivas políticas de Bradlaugh no se vieron afectadas por el escándalo de Knowlton y fue elegido para el Parlamento en 1881. Debido a su ateísmo, solicitó que le permitieran dar sus puntos de vista en lugar de comprometerse a hacer un juramento de lealtad. Cuando rechazaron su propuesta, Bradlaugh manifestó su disposición de prestar juramento. Pero esta opción también fue impugnada. Aunque Bradlaugh escandalizó a muchos cristianos, otros (como el líder Liberal William Ewart Gladstone) hablaron a favor de la libertad de creencias. Pasaron más de seis años antes de que el asunto se resolviera por completo (a favor de Bradlaugh) después de una serie de elecciones parciales y comparecencias ante los tribunales.
Mientras tanto, Annie estableció estrechos contactos con los gobernantes locales irlandeses y los apoyó en las columnas de su periódico durante lo que se considera años cruciales, cuando los nacionalistas irlandeses formaban una alianza con liberales y radicales. Annie se reunió con los líderes del movimiento autónomo irlandés. En particular, conoció a Michael Davitt, que quería movilizar al campesinado irlandés mediante una Guerra Agraria, una lucha directa contra los terratenientes. Annie habló y escribió a favor de Davitt y su Land League (Liga de Tierras Agrarias) muchas veces durante las siguientes décadas.
Aun así, el trabajo parlamentario de Bradlaugh enajenó gradualmente a Besant. Las mujeres no participaban en la política parlamentaria. Annie estaba buscando una salida política real, donde sus habilidades como oradora, escritora y organizadora pudieran ser realmente útiles.
En 1893 Annie fue representante de la Sociedad Teosófica en el Parlamento Mundial de Religiones de Chicago. El Parlamento Mundial es famoso en la India por el discurso que impartió ahí mismo el monje indio Swami Vivekananda, no sin pasar por un reconocimiento a nivel mundial.
En 1895, junto con el fundador y presidente de la Sociedad Teosófica, Henry Steel Olcott, así como con Marie Musaeus Higgins y Peter De Abrew, jugó un papel decisivo en el desarrollo de la escuela budista, Musaeus College, en Colombo, situado en la isla de Sri Lanka.

## Activismo político
Para Annie Besant la política, la amistad y el amor siempre han estado íntimamente entrelazados. Su inclinación en favor del socialismo se produjo a raíz de una estrecha relación con George Bernard Shaw, un joven y apurado escritor irlandés que vivía en Londres, y una figura destacada de la Sociedad Fabiana, el cual consideraba a Besant como "La mejor oradora de Inglaterra". Annie quedó impresionada por el trabajo de George Bernard Shaw y también estrechó fuertes vínculos con él a principios de 1880. Annie fue la primera que dio el paso al invitar a Shaw para que viviera con ella. Aunque Shaw no aceptó su proposición ayudó a Annie a unirse a la Sociedad Fabiana. En sus primeros días en esta sociedad se reunían personas que trataban de explorar alternativas espirituales (no políticas) al sistema capitalista. Annie comenzó a escribir para los Fabianos. Este nuevo compromiso y su relación con Shaw hizo más profunda la separación entre Annie y Bradlaugh, que era un individualista y se oponía al socialismo de cualquier tipo. Si bien Bradlaugh defendía la libertad de expresión a toda costa, fue muy cauteloso a la hora de alentar la militancia de la clase trabajadora.
El desempleo era un problema fundamental en aquella época, y en 1887 algunos de los desempleados de Londres comenzaron a realizar protestas en Trafalgar Square. Annie quiso comparecer como oradora en una reunión el 13 de noviembre. La policía trató de detener la asamblea, por lo que se produjeron enfrentamientos y muchos resultaron heridos. Un hombre falleció y cientos fueron arrestados. Annie quiso entregarse para ser arrestada, oferta que la policía desestimó.
Dichos acontecimientos crearon un gran revuelo y se conocieron como el Domingo Sangriento. Annie fue inculpada o responsabilizada por ello. Entonces se dedicó a organizar la asistencia jurídica para los trabajadores encarcelados y apoyar a sus familias. Finalmente Bradlaugh rompió con ella porque sintió que debió haberle pedido consejo antes de continuar con la reunión.
Otra actividad en la que Annie participó durante esta época fue la huelga de las cerilleras de Londres de 1888. Un joven socialista, Herbert Burrows, fue quien la involucró en esta batalla del "Nuevo Unionismo". Annie se había puesto en contacto con las trabajadoras de la fábrica de fósforos Bryant & May, en Bow (Londres), que eran mayormente mujeres jóvenes que estaban muy mal pagadas. Estas mujeres también fueron víctimas de enfermedades industriales, como la fosfonecrosis, que producía la necrosís de los huesos de la mandíbula, la cual era causada por los productos químicos utilizados en la fabricación de los fósforos. Algunas de las trabajadoras de fósforos pidieron ayuda a Burrows y a Besant para que se creara un sindicato.

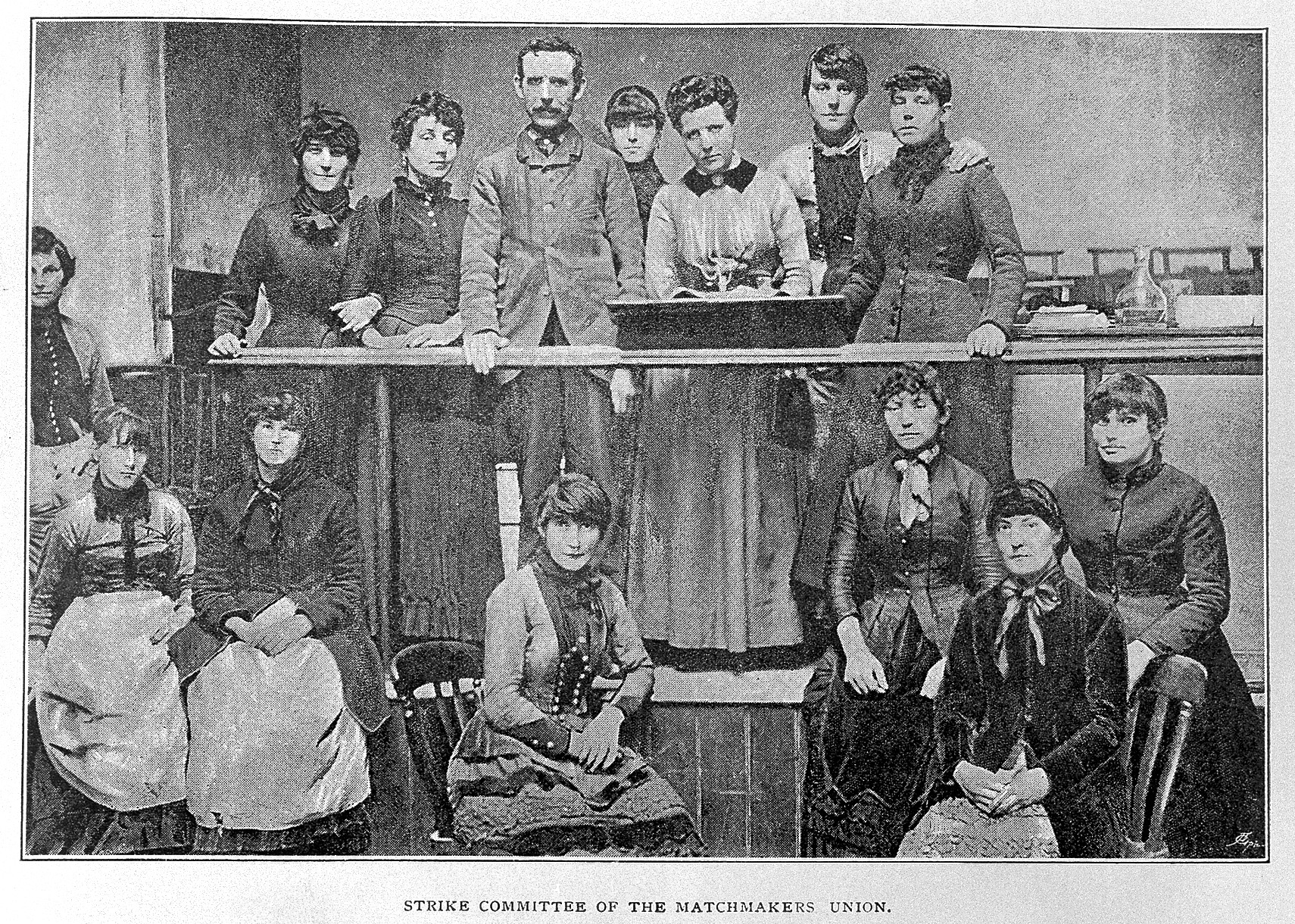
Fotografía de la Matchmakers Union, que fue el Sindicato que se formó por las Trabajadoras Cerilleras después de efectuarse la huelga de las cerilleras en la fábrica Bryant and May, en Bow (Londres). Su primera secretaria fue Annie Besant (arriba en el centro) y para octubre de 1888 se habían inscrito 666 miembros. A finales de año cambiaron tanto sus reglas como su nombre, pasando a denominarse Matchmakers Union, aceptando tanto a hombres como a mujeres. Al año siguiente enviaron a su primer delegado al Congreso de Sindicatos.

Annie se reunió con las mujeres y formó un comité. Posteriormente organizaron una huelga para solicitar mejoras salariales y óptimas condiciones laborales, una acción que les llevó a obtener apoyo público. Annie estuvo al frente de muchas de estas manifestaciones en las que representaba a las llamadas "chicas del fósforo", que fueron vitoreadas en las calles, y clérigos importantes también escribieron en su apoyo. En poco más de una semana obligaron a la empresa para que mejorara los salarios y las condiciones laborales de las trabajadoras. Posteriormente Annie las ayudó a establecer un sindicato adecuado y un centro social para que pudieran reunirse.
En ese momento la industria de los fósforos era un lobby muy poderoso, ya que la luz eléctrica aún no estaba ampliamente disponible y los fósforos eran un producto esencial. En 1872, los lobistas de la industria de los fósforos persuadieron al gobierno británico para que cambiara su política fiscal planificada. La campaña de Annie fue la primera iniciativa en la que alguien desafiaba con éxito a los fabricantes de fósforos en una cuestión importante y fue visto como una victoria histórica durante los primeros años del Socialismo Británico.
En 1884 Besant entabló una amistad muy estrecha con Edward Aveling, un profesor socialista que vivió en la casa de Annie durante un tiempo. Edward Aveling fue un eminente académico y fue el primero en traducir las importantes obras de Marx al inglés. Finalmente se fue a vivir con Eleanor Marx, hija de Karl Marx. Edward Aveling fue una gran influencia en el pensamiento de Annie Besant y ella apoyó su trabajo, aunque en ese momento Annie se fue acercando hacia el movimiento de los Fabianos rivales. Edward Aveling y Eleanor Marx se unieron a la Federación Socialdemócrata Marxista y después a la Liga Socialista, un pequeño grupo disidente marxista que se formó en torno al artista William Morris.
Parece que Morris jugó un papel importante en la conversión de Annie al Marxismo, pero en 1888 pasó a formar parte de la Federación Socialdemócrata, y no de su Liga Socialista. Permaneció como miembro durante varios años y pasó a ser una de sus mejores oradoras. Aún en aquel entonces todavía era miembro de la Sociedad Fabiana; y ni ella ni nadie más parecía pensar que los dos movimientos eran incompatibles en ese momento.
Poco después de unirse a los marxistas, Annie fue elegida miembro de la Junta Escolar de Londres en 1888. En aquel periodo las mujeres no podían participar en la política parlamentaria, aunque habían sido incorporadas al electorado local en 1881.
Cuando Annie hablaba en las reuniones llevaba una cinta roja en el pelo en la que proclamaba su manifiesto: "No más niños hambrientos". Annie combinaba sus principios socialistas con el feminismo: "Pido a los electores que voten por mí, y a los no electores que trabajen por mí porque se buscan mujeres en la Junta y hay muy pocas candidatas". Annie ganó la encuesta en Tower Hamlets, con más de 15.000 votos. Escribió en el National Reformer: "Hace diez años, bajo una ley cruel, la intolerancia cristiana me robó a mi pequeño hijo. Ahora el cuidado de los 763.680 niños Londinenses está en parte en mis manos".
Annie también participó en la huelga portuaria de Londres de 1889, en la que los llamados "Curtidos Estibadores" fueron representados por Ben Tillet, en un esfuerzo por ganar los derechos que reclamaban estos jornaleros. Annie ayudó a Ben a redactar las reglas del sindicato y desempeñó un papel importante en las reuniones y la agitación que supuso la puesta en marcha de la organización. Annie habló en nombre de los estibadores en reuniones públicas y en las esquinas de las calles. Al igual que las "chicas del fósforo", los estibadores obtuvieron el apoyo público por sus reclamaciones y ganaron la huelga.

## Teosofía

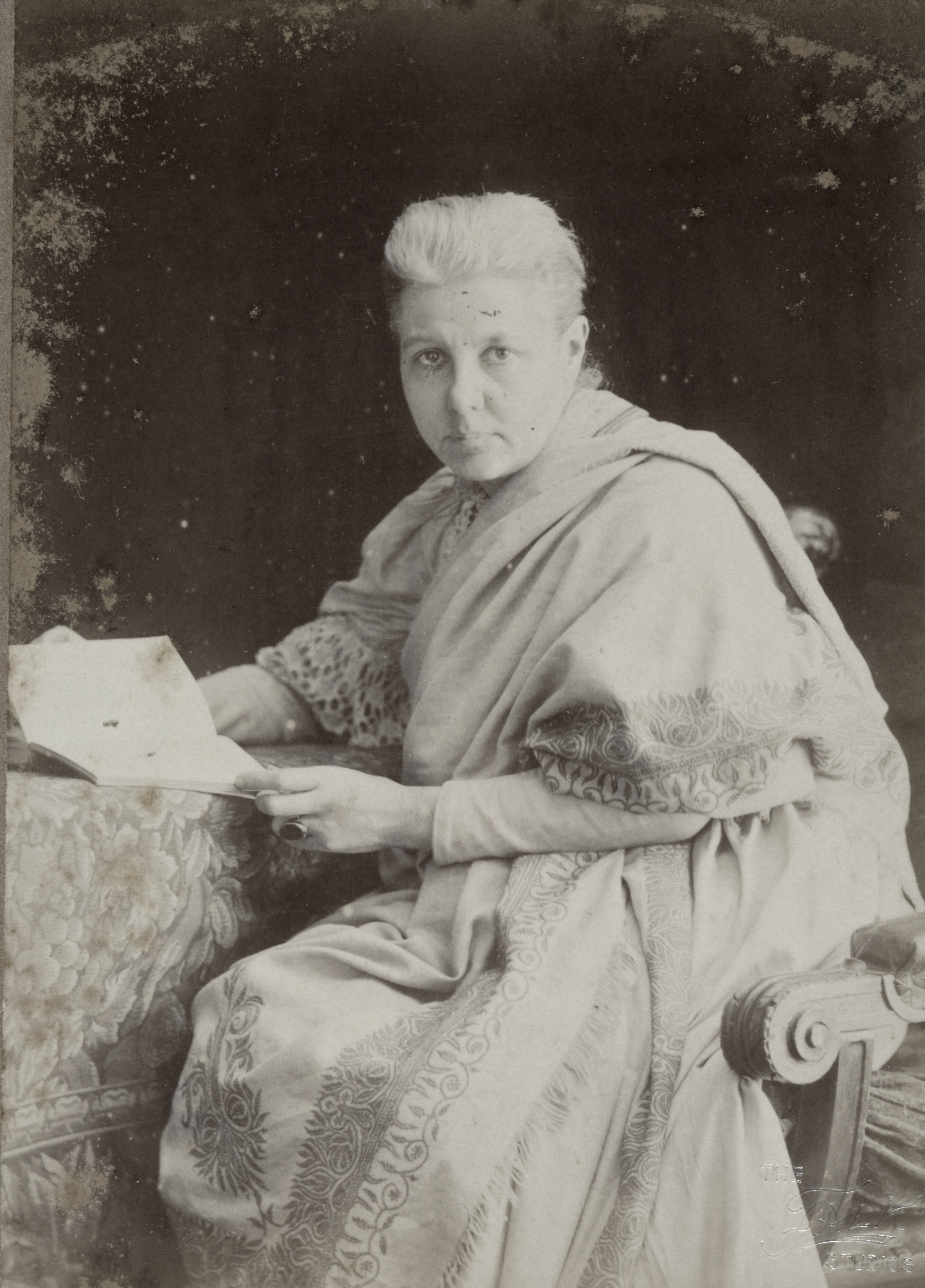
Retrato de estudio de Annie Besant, aproximadamente en 1910, por Falk Studio.

Annie fue una escritora prolífica y una eminente oradora. En 1889 se le pidió que escribiera una reseña para Pall Mall Gazette sobre La Doctrina Secreta, un libro de Helena Blavatsky. Después de leerlo Annie quiso entrevistarse con su autora y conoció a Helena Blavatsky en París. De esta manera es como pasó su conversión a la teosofía. El viaje intelectual de Annie Besant siempre había estado imbuido de una dimensión espiritual, basado en una búsqueda de la transformación de la persona en su totalidad. A medida que su interés por la teosofía fue aumentando su membresía con la Sociedad Fabiana caducó en 1890 y finalmente rompió sus vínculos con los Marxistas. En la Autobiografía de Annie Besant, después del capítulo "Socialismo", llamado "De la tormenta a la paz", con esto hacia referencia a la paz que obtuvo de la Teosofía. En 1888 se describía a sí misma como que estaba "encaminándose hacia la Teosofía", lo cual le proporcionaría el "júbilo" que necesitaba en su vida. Annie había hallado que el lado económico de la vida carecía de una dimensión espiritual, por lo que buscó una enseñanza basada en el "Amor". Esto lo encontró en la Teosofía, por lo que se unió a la Sociedad Teosófica, un movimiento que la distanció de Charles Bradlaugh y otros antiguos compañeros de trabajo activistas. Cuando Helena Blavatsky falleció en 1891, Annie quedó como una de las principales figuras de la teosofía y en 1893 representó a Helena en la Feria Mundial de Chicago.
En 1893, poco después de hacerse miembro de la Sociedad Teosófica, fue a la India por primera vez. Después de una disputa, la rama norteamericana se dividió en una organización independiente. La sociedad original, dirigida en ese entonces por Henry Steel Olcott y Besant, tiene hoy en día su sede en Chennai (India), y es conocida como Sociedad Teosófica de Adyar. Después de la escisión, Annie dedicó gran parte de su energía no solo a la sociedad sino también a la libertad y al progreso de la India. Besant Nagar, un barrio cercano a la Sociedad Teosófica de Chennai, recibe su nombre en su honor.

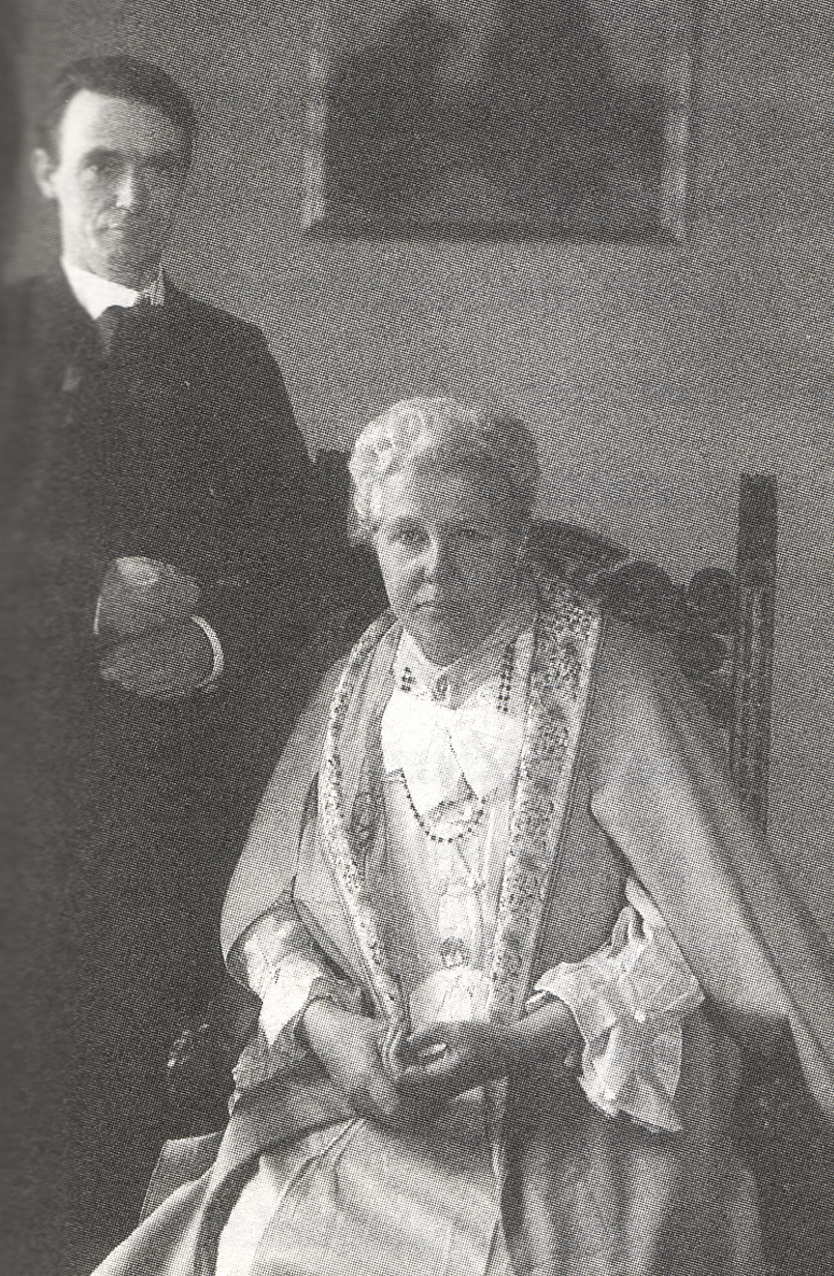
Rudolf Steiner y Annie Besant en Múnich en 1907.

## Co-masonería
Annie vio la masonería, en particular a la Co-Masonería, como una extensión de su interés por los derechos de la mujer y la hermandad entre los hombres, y según su punto de vista la co-masonería era un "movimiento que practicaba la verdadera hermandad, en el que mujeres y hombres trabajaban codo con codo" para el perfeccionamiento de la humanidad. Inmediatamente quiso ser admitida en esta organización", conocida ahora como la Orden Internacional de la Masonería para Hombres y Mujeres, "Le Droit Humain".[cita requerida]
La presentación la hizo en 1902 la teósofa Francesca Arundale, que acompañó a Besant a París, junto con seis amigos. "Todos fueron iniciados, aprobados y elevados a los primeros tres grados y Annie regresó a Inglaterra, llevando consigo una carta y fundó allí la primera Logia de Masonería Mixta Internacional, Le Droit Humain". Al final Annie pasó a ser la Gran Comendadora Más Formidable de la Orden y fue una gran influencia en el crecimiento internacional de dicha Orden.

## Presidente de la Sociedad Teosófica
Annie conoció en abril de 1894 a Charles Webster Leadbeater en Londres. Pasaron a ser compañeros de trabajo cercanos en el movimiento teosófico y permanecerían así durante el resto de sus vidas. Charles Leadbeater tenía clarividencia y, según se dice, ayudó a Annie a adquirir dicha facultad el año siguiente. En una carta con fecha del 25 de agosto de 1895, remitida a Francisca Arundale, Charles Leadbeater narra cómo Annie se hizo clarividente. Gracias a la clarividencia de ambos, juntos investigaron el universo, la materia, las formas de pensamiento, así como la historia de la humanidad, y fueron coautores de un libro llamado Química oculta.[cita requerida]
Antes de que Besant fuera presidente de la Sociedad Teosófica en 1908, la sociedad tenía como uno de sus principales intereses el Budismo Theravada y la isla de Sri Lanka, donde Henry Olcott realizó la mayor parte de su eficiente trabajo. Bajo la dirección de Annie, se puso un mayor énfasis en las enseñanzas de "El Aryavarta", que es así como ella llamaba a la India central y al cristianismo esotérico.
Annie creó una nueva escuela para niños, el Central Hindu College (CHC) de Benarés, cuyos pilares estaban basados en principios teosóficos subyacentes y contaba con muchos teósofos notables entre su cuerpo docente. Su objetivo era construir una nueva dirigencia para la India. Los alumnos dedicaban 90 minutos al día a la oración y estudiaban textos religiosos, pero también estudiaban ciencias modernas. Necesitaron 3 años para recaudar el dinero para el Central Hindu College, la mayoría del cual provino de príncipes Indios. En abril de 1911 Annie conoció al pandit Madan Mohan Malaviya y decidieron unir sus fuerzas y trabajar para la universidad hindú de Benarés. Besant y otros miembros del consejo de administración del Central Hindu College también aceptaron la condición previa del Gobierno de la India de que el colegio pasara a formar parte de la nueva Universidad. La Universidad Hindú de Benarés comenzó a ejercer sus actividades el 1 de octubre de 1917 con el Central Hindu College como su primera universidad constituyente.

## Algunas publicaciones
- 1874: The Political Status of Women
- 1878: Marriage, As It Was, As It Is, And As It Should Be: A Plea For Reform
- 1877: The Law Of Population
- 1885: Autobiographical Sketches
- 1889: Why I became a Theosophist
- 1893: Annie Besant by Annie Wood Besant
- 1898: The Ancient Wisdom (en español, 'La sabiduría antigua; Barcelona: R. Maynadé, 1920)
- 1901: Thought forms
- 1905: Bhagavad-gita (traducción al inglés)
- 1908: Introduction to Yoga (Introducción al yoga, Rubí, Barcelona: Teosófica, 1989)
- 1908: Australian lectures
- Occult Chemistry (en español, Qúimica oculta, Barcelona: R. Maynadé, 1920)
- 1920: The Doctrine of the Heart
- Esoteric Christianity
- 1922: The Future of Indian Politics (folleto). Adyar: Theosophical Publishing House.
- 1917: The case for India by Annie Wood Besant. The Presidential Address Delivered by Annie Besant at the Thirty-Second Indian National Congress held at Calcutta. 26 December 1917.
- 1895: The Devachanic Plane. Londres: Theosophical Publishing House.
- 1911: Man and his Bodies. Londres: Theosophical Publishing House.
- 1913: Man's life in this and other worlds. Adyar: Theosophical Publishing House.
- 1907: Study in Consciousness. A Contribution to the Science of Psychology. Madrás: Theosophical Publishing House.
- 1935: Memory and Its Nature, con Helena Blavatsky. Madrás: Theosophical Publishing House.